# روژه د کنایف
روژه د کنایف (انگلیسی: Roger De Cnijf؛ زادهٔ ۱۴ آوریل ۱۹۵۶) دوچرخه‌سوار اهل بلژیک است.